# プレイセンター
プレイセンター（Playcentre）は、“家族が一緒に成長する”という理念のもと、ニュージーランドで60年以上の歴史を持つ「親たちによる幼児教育の活動」。
子どもも大人も楽しみながら共に成長していくことを目指し、0歳から就学前までの子どもに「自分で選ぶ遊び」を、その親に「親のための学習」を提供し、子どもと大人の両方を支援する。「子どもにとって最もよい先生は親」という視点に立った、子育て方法。

## プレイセンターの3つの柱

### プレイセンターの遊び
“遊び”という言葉を、プレイセンターでは小さい子どものあらゆる自発的な活動を指す言葉として使っている。子どもは遊びを通じて、感情や想像力を発達させ、言葉を覚え、友達を作り、世界について学ぶ。プレイセンターでは子ども自身がやりたい時にやりたい遊びを選ぶことができる。

### 親のための学習
親がプレイセンターの理念を学び、子どもたちの遊びをサポートするために必要な知識や方法を身につける。誰もがみんなに役立つ何かを持っているという考えに基づき、お互いの経験や感情を持ちよる、参加・協力・実践型の学び合い。

### プレイセンターの運営
プレイセンターは親たちによって運営されるが、無理なく楽しく進められるよう、スーパーバイザーがサポートする。参加するすべての大人が協力し合い、責任を分かち合うのがプレイセンターの特徴。